# Daiki Arioka
Daiki Arioka (有岡 大貴?, Arioka Daiki; Chiba, 15 aprile 1991) è un cantante, attore e idol giapponese, membro del gruppo J-pop Hey! Say! JUMP sotto la gestione della Johnny & Associates.

## Biografia
Entra a far parte come tirocinante dei Johnny's Jr. nel 2003. Fa il suo debutto in televisione a 14 anni quando partecipa al dorama Engine, a fianco del sempai Takuya Kimura degli SMAP. Nel 2007 la sua prima performance musicale all'interno di un concerto dei KAT-TUN.
Nel 2008 ha recitato nel dorama Sensei wa erai! assieme ai suoi compagni di band e successivamente, nello stesso anno, in Scrap Teacher.

## Filmografia

### Dorama
- Hyakujū sentai gaoranger (TV Asahi, 2001) nella parte di Futaro
- Saigo no bengonin (NTV, 2003, epi2)
- Engine (Fuji TV, 2005), nella parte di Toru Sonobe
- Sensei wa erai! (NTV, 2008) nella parte di Rin Takekura
- Scrap Teacher (NTV, 2008) nella parte di Sugizou Irie
- Chūshingura sono gi sono ai (TV Tokyo, 2012) nella parte di Oishi Chikara